# Renato Zero - N.1 - Primo Piano
Renato Zero - N.1 - Primo piano è una raccolta del cantante Renato Zero pubblicata nel 1998 dalla RCA Italiana.

## Tracce
1. Mi vendo – 4:16
2. Dana – 3:06
3. Il caos – 4:05
4. Madame – 3:46
5. Uomo,no! – 4:42
6. Ti bevo liscia – 2:55
7. Make up,make up,make up,... – 2:40
8. Nonsense pigro – 3:13
9. Rh negativo – 3:07

Durata totale: 31:50